# Công ước Genève về đối xử nhân đạo với tù binh, hàng binh chiến tranh
Công ước Genève về đối xử nhân đạo đối với tù binh, hàng binh chiến tranh là công ước về các quy tắc mà các nước đã phê chuẩn hoặc chưa phê chuẩn được khuyến cáo tuân theo khi đối xử với tù binh, hàng binh chiến tranh và dân thường trong vùng chiếm đóng.

## Sự cần thiết
Lịch sử loài người gần như là lịch sử của các cuộc xung đột liên miên giành đất đai, tài sản, quyền lực giữa các phe nhóm, dân tộc và không tránh khỏi việc có nhiều người bị tổn hại tính mạng, tài sản, danh dự hoặc bị truy bức, chịu nhục hình như các tù binh, hàng binh, dân thường trong vùng bị chiếm đóng. Để giảm bớt các tổn hại mà người của các bên đều gặp phải trong các cuộc xung đột, một số nước ở châu Âu đã lập ra công ước Genève và sau này nó được nhiều nước khác tham gia, phê chuẩn.

## Các khái niệm
Tù binh chiến tranh là những quân nhân bị bắt khi tham gia chiến đấu trong một cuộc chiến giữa các bên.
Hàng binh chiến tranh là quân nhân đầu hàng trong một cuộc chiến giữa các bên.
Trong một cuộc chiếm đóng, một số người lính hoặc dân theo một tổ chức hoặc nhóm chống đối sự chiếm đóng bằng vũ lực không có đồng phục, phù hiệu, biên chế cụ thể còn gọi là các du kích vẫn được hưởng quy chế đối xử nhân đạo như là tù binh và hàng binh chiến tranh khi bị bắt hoặc đầu hàng lực lượng chiếm đóng.

## Nội dung
Đối xử nhân đạo với tù binh và hàng binh chiến tranh là các hướng dẫn về việc bảo toàn an toàn tính mạng, danh dự, phẩm giá tù binh và hàng binh. Nó bao gồm các khuyến cáo về việc trợ giúp cứu chữa cho người bị thương; các hành vi bị khuyến cáo không được phép dùng để truy bức về tinh thần và thể xác; các hình thức, các nhục hình và các lời nói làm xúc phạm đến nhân phẩm người bị bắt hoặc xúc phạm niềm tin tôn giáo, tín ngưỡng hoặc lý tưởng người bị bắt; các khuyến cáo về việc không được dùng tù binh và hàng binh làm con tin hoặc bia đỡ đạn, hoặc lao động khổ sai... các hướng dẫn về việc sinh hoạt tối thiểu của người bị bắt về vệ sinh, lương thực, thuốc men, thực phẩm tuỳ theo điều kiện cho phép của các bên và tình hình chiến trường.
Công ước Genève cũng khuyến cáo các hành vi của lực lượng chiếm đóng đối với dân thường trong việc nhanh chóng lập lại trật tự xã hội, đảm bảo an toàn tính mạng, tài sản của dân thường và việc cung cấp các phương tiện sống căn bản và chăm sóc y tế căn bản cho nạn nhân chiến tranh.
Công ước Genève cũng xác định các quyền lợi và nghĩa vụ của lực lượng chiếm đóng trong việc được tiếp tục sở hữu các tài sản và quyền lợi của chính quyền cũ về cơ sở hạ tầng và cơ sở kinh tế nhưng lực lượng chiếm đóng phải gánh chịu các nghĩa vụ nợ của chính quyền cũ, kể cả các món nợ lương và lương hưu của các nhân viên dân sự phục vụ chính quyền cũ hoặc các món nợ kinh tế vay từ bên ngoài không phục vụ trực tiếp cho chiến tranh.

## Thực hiện
Tuy rằng có phê chuẩn và mở rộng các khái niệm giúp cho các đối xử với tù binh, hàng binh và dân thường trong vùng bị chiếm đóng có tốt hơn, nhân đạo hơn so với trước khi có Công ước nhưng Công ước này chỉ được các bên thực hiện theo tình hình thực tế chiến trường và phần nào theo ý thức của cấp chỉ huy cũng như binh lính.

### Đức quốc xã
Sau khi mở rộng khái niệm về lực lượng du kích người Đức đã xem các thành viên lực lượng này khi bị bắt là tù binh hoặc tù binh nhưng có nhiều nguồn cho thấy quân đội phát xít Đức đã không tuân thủ nghiêm Công ước và đã dùng nhục hình, ép buộc lao động khổ sai và giết hại tù binh Liên Xô cũng như các tù binh của nước đồng minh khác như trong các vụ Thảm sát tại Malmédy, Thảm sát tại Boves,

### Đế quốc Nhật
Quân đội Phát xít Nhật bị xem là vi phạm Công ước khi tàn sát thường dân ở Nam Kinh trong vùng họ chiếm đóng, họ cũng bị xem là vi phạm nghiêm trọng Công ước Genève khi tiếp tục chính sách nhổ lúa trồng đay của Chính quyền thực dân Pháp đồng thời không tổ chức vận chuyển lương thực từ miền Nam ra Bắc đúng mức, bàng quan trước cái chết của gần 2 triệu người dân Việt trong Nạn đói Ất Dậu, họ được nhiều người biết đã truy bức, nhục hình và buộc lao động khổ sai các tù binh người da trắng trong các trại ở Thái Lan, Miến Điện khi thi công tuyến đường sắt qua sông Kwai.

### Liên Xô

Nhân viên Mật vụ Cheka đang làm nhiệm vụ

Học giả Nicolas Werth cho biết chỉ trong 2 tháng năm 1918, số nạn nhân bị giết của tân chế độ Lenin là từ 10.000 đến 15.000. Con số này lấy từ báo cáo của Mật vụ Cheka, sau khi tác giả ghi lại các huấn thị của chính Lenin về việc phải trừng phạt những kẻ bất phục tùng được gọi là những "tên Gulaks. Dù vậy, số người bị giết ở mức ước lượng tối thiểu trong chỉ 2 tháng dưới chế độ Lenin đã nhiều gấp hơn 10 lần so với số nạn nhân của chế độ Nga Hoàng trọn năm 1906 là năm đàn áp dữ dội nhất do phản ứng chống cuộc cách mạng 1905. Theo tác giả trong vòng gần một thế kỷ dưới chế độ Nga hoàng kể từ 1825 đến 1917, tổng số người bị giết chỉ có 6.321 nạn nhân. Số người bị tống vào tù dưới chế độ Lenin thì trong 2 năm từ 1919 tới 1921 đã tăng từ 16 ngàn lên 70 ngàn không kể nhiều trại tù địa phương có nơi lên tới 50 ngàn trong mùa thu 1921.
Tại Estonia, ngày 14 tháng 1 năm 1920, trước khi rút lui vì thất bại, Hồng quân giết 250 người tại Tartu và hơn 1000 người tại Rakvere. Khi Wesenburg được giải phóng vào ngày 17 tháng 1 năm 1920, người ta khám phá ra 3 mồ chôn tập thể với 86 tử thi. Tại Tartu, các con tin bị bắn ngày 26 tháng 12 năm 1919 sau khi bị đập gãy tay chân và có người bị khoét mắt. Ngày 14tháng 1 năm 1920, nhóm Bolshevik chỉ kịp giết 20 người trong số 200 người bị giam giữ ở Tartu. Tổng giám mục Plato bị giết vào dịp này nhưng "bởi vì những nạn nhân đã bị đánh túi bụi bằng búa rìu và báng súng nên cực kỳ khó khăn để nhận diện".
Liên Xô là một nước có phê chuẩn công ước này nhưng cũng có nguồn cho rằng quân đội Liên Xô cũng có giết hại tù binh Đức hoặc tù binh Ba Lan.
Sau việc sáp nhập Ba Lan năm 1939, hàng ngàn sĩ quan Ba Lan gồm cả quân dự bị, đã bị hành quyết vào mùa xuân năm 1940, trong cái sau này được biết đến là cuộc Thảm sát Katyn.
Xô Viết còn quyết tâm trừng phạt những kẻ mà họ cho là hợp tác với Đức trong chiến tranh. Hàng triệu người Ba Lan, Latvia, Gruzia, Ukraina và các sắc tộc thiểu số khác bị trục xuất tới các Gulag ở Siberi, vào khoảng 13 triệu vào năm 1953 và giảm còn 5 triệu vào năm 1956-1957. Trong tổng số 12,4 triệu thường dân Liên Xô chết trong Chiến tranh thế giới thứ hai, từ 2,5 cho tới 3,2 triệu người đã chết không phải do sự chiếm đóng của quân Đức mà do sự trả thù của chính quyền Xô viết với những người họ cho là đã cộng tác với quân Đức của chính quyền Xô viết
Có tới 600.000 thường dân tại 3 quốc gia ven biển Baltic là Latvia, Litva và Estonia, 2 triệu rưỡi người Ba Lan, 80.000 người Tiệp Khắc cùng 300.000 người România đã bị bắt giữ, tù đày hoặc sát hại bởi lực lượng Liên Xô

### Trung Quốc
Trong trận Hải chiến Hoàng Sa 1974 một số tù binh Việt Nam Cộng hòa đã được Trung Quốc giao trả qua Hội chữ thập đỏ Hồng Kông. Trung Quốc cũng đã bị phê phán vi phạm Công ước trong cuộc Chiến tranh biên giới Việt-Trung, 1979 khi họ đập phá trường học, bệnh xá, đâm lủng nồi, đổ thuốc độc xuống giếng nước, nhằm mục đích gây khó khăn cho cuộc sống 3,5 triệu người dân thường Việt Nam ở vùng biên giới. Việc cản trở cứu nạn các chiến sĩ hải quân của Cộng hoà Xã hội chủ nghĩa Việt Nam ở quần đảo Trường Sa sau khi bị Trung Quốc bắn chìm tàu cũng được xem là cố ý vi phạm công ước này..

### Hoa Kỳ
Hoa Kỳ là nước đã phê chuẩn Công ước và Chính phủ Hoa Kỳ có ý thức bảo vệ công ước này cũng như chịu sự theo dõi của báo chí Hoa Kỳ cũng như Hội chữ thập đỏ quốc tế về việc thực hiện Công ước. Nhưng trong Chiến tranh Việt Nam binh lính Hoa Kỳ đã không nghiêm chỉnh chấp hành công ước, đã có bằng chứng về sự giết hại tù binh, hàng binh chiến tranh cũng như giết hại dân thường trong vùng họ chiếm đóng. Nhìn chung quân lính Hoa Kỳ, hoặc không phân biệt được du kích và dân thường, hoặc do tâm lý ám ảnh giết chóc và hoảng loạn nên đã giết nhiều dân thường vô tội ở các nơi trên thế giới. Tiêu biểu là Thảm sát Mỹ Lai bị vạch trần bởi cuộc điều tra độc lập của một nhà báo.
Không quân Hoa Kỳ cũng thường xuyên ném bom giết hại dân thường. Trong cuộc không kích Dresden, ước tính có từ 50 tới 300 ngàn thường dân bị giết hại. Trong cuộc Ném bom Tokyo 1945, bom Napan giết hại hơn 200 ngàn dân thường Nhật. Đặc biệt là 2 vụ ném bom nguyên tử xuống Hiroshima và Nagasaki với tổng số nạn nhân bị chết là 250 ngàn, đa số là dân thường. Trong các vụ ném bom thuộc chiến dịch Sấm rền, ước tính đã có khoảng 72.000 dân thường bị chết
Ngày 13 tháng 1 năm 2001 trong cuộc Chiến tranh chống khủng bố lần đầu tiên sau Chiến tranh thế giới thứ hai, Tổng thống Hoa Kỳ George W. Bush ký lệnh thiết lập tòa án quân đội để xét xử người nước ngoài nào bị nghi ngờ có liên hệ với kế hoạch khủng bố tại Hoa Kỳ. Tuy nhiên, Hoa Kỳ không công nhận các "chiến sĩ tử vì đạo" của các Tổ chức chiến đấu Hồi giáo hoặc các tổ chức mà Chính phủ Hoa Kỳ xác định là tổ chức khủng bố là các quân nhân hoặc du kích vì vậy các đối tượng này không được hưởng các chế độ dành cho tù binh, hàng binh của Hoa Kỳ, họ bị giam giữ không thông qua xét xử ở Guatanamo (Cuba) hoặc chuyên chở qua một số nước châu Âu để giam trong các nhà tù bí mật mặc dù một phần trong số đó bị bắt trên chiến trường, có vũ khí, có tổ chức. Vụ bê bối nhà tù Guantanamo với việc binh lính Mĩ tra tấn và lăng nhục tù nhân, cùng với các cáo giác rằng CIA đã tra tấn các tù nhân ở châu Âu đã trở thành chủ đề tranh cãi lớn trên thế giới.

### Anh
Chính phủ Anh đã phê chuẩn Công ước Genève nhưng quân lính của Hoàng gia Anh cũng bị phê phán là đã không chấp hành đúng công ước này trong khi cai trị các thuộc địa Anh. Chính phủ Hoàng gia Anh đã bị nhà thơ Rabindranath Tagore, người đạt được giải Nobel văn chương 1913 phản đối vì vi phạm công ước khi trong cuộc cuộc thảm sát Jaliyaanwala Bagh, Amritsar, Ấn Độ vào năm 1919, lính Anh đã nã súng vào nhóm thường dân tụ tập không vũ trang, giết hơn 500 người đàn ông, phụ nữ và trẻ em vô tội.
Ngoài ra, Chính phủ Anh lại có cách hiểu tương tự Hoa Kỳ về cái gọi là "phần tử khủng bố". Một số thành viên của các tổ chức mà bị Chính phủ Anh liệt vào danh sách khủng bố hoặc một số người dân có các hành vi gây ra nghi ngờ là khủng bố có thể bị Cảnh sát Anh bắn chết ngay tại chỗ dù đã bị bắt. Những người này không được Chính phủ Anh xem là tù binh và hàng binh chiến tranh thậm chí trong trường hợp khi bị bắt họ có vũ khí và họ hành động có tổ chức. Chính phủ Anh đã bị báo chí tố cáo là ngầm cho phép các chuyến bay chở các nghi phạm khủng bố của Hoa Kỳ bay qua không phận Anh mà không xem xét tư cách của các người này vì rằng họ chưa qua xét xử tức không phải là tù nhân chiến tranh, họ cũng không phải là tù binh chiến tranh.
Ngày nay nhiều nước phê chuẩn và mở rộng các khái niệm về tù binh và hàng binh chiến tranh, có nước quy định việc dùng tù binh hoặc dân thường làm bia đỡ đạn là tôi phạm chiến tranh, có nước còn nghiêm cấm việc đưa hình ảnh của tù binh có ý bôi bác nhân phẩm hoặc làm thay đổi cách nhìn của người dân lên báo chí, phim ảnh hoặc mạng Internet, có nước nghiêm cấm việc đưa các hình ảnh có cảnh hành hạ thi thể tù binh.
Nhưng chừng nào còn có xung đột, mâu thuẫn mà các bên không phổ biến công khai, rộng rãi nội dung của công ước này; không tổ chức học tập công ước đến tận người lính, người dân thường, thì việc vi phạm công ước lại càng dễ dàng xảy ra.
Đặc biệt là khi có sự chênh lệch lớn về lực lượng, trình độ vũ khí của các bên thì tù binh, hàng binh và người dân thường của bên mạnh hơn lại càng ít được công ước này bảo vệ, họ trở thành con tin và vũ khí tuyên truyền của bên yếu thế hơn.